# Truyện kể dân gian Na Uy

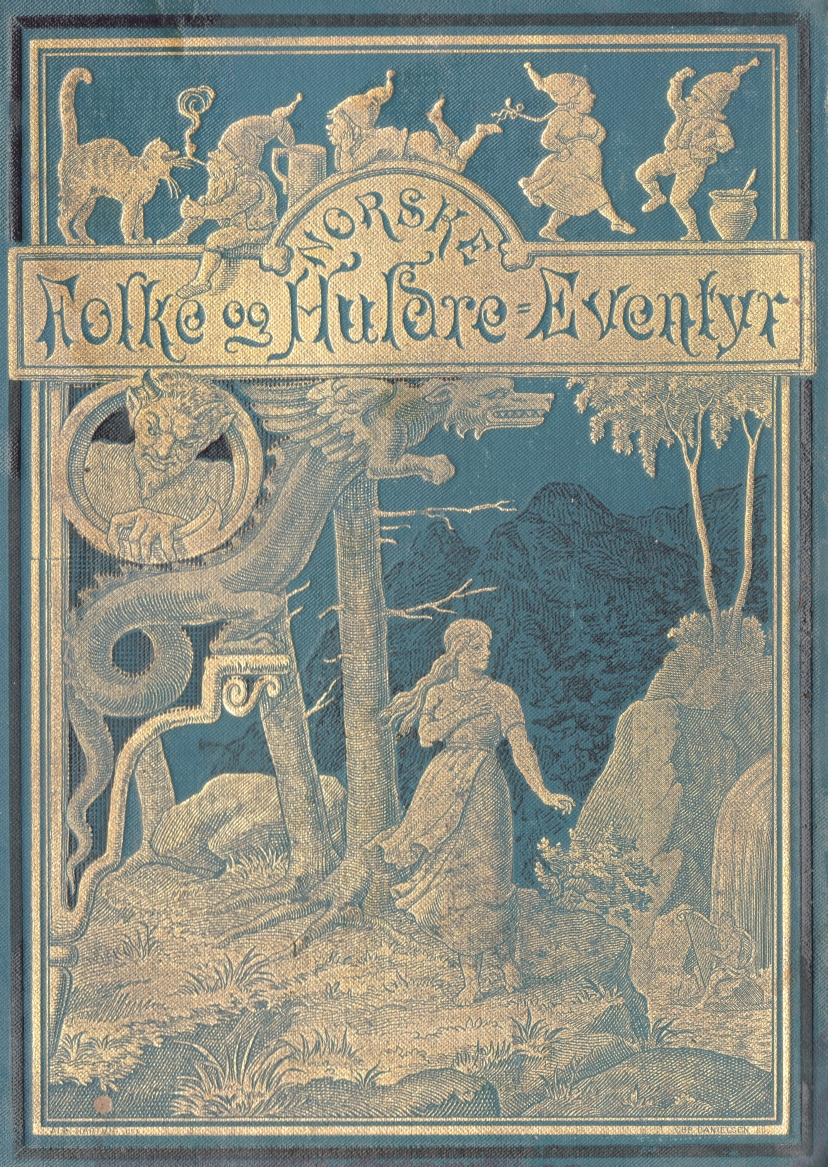
Trang bìa một ấn bản cuốn Asbjørnsen và Moe, in năm 1896

Truyện kể dân gian Na Uy (tiếng Na Uy: Norske Folkeeventyr) là tuyển tập những câu chuyện kể lưu truyền trong đời sống văn hóa tinh thần của dân tộc Na Uy dưới dạng các câu chuyện vui, truyền thuyết, ngụ ngôn.

## Lịch sử
Hầu hết các câu chuyện được tập hợp trong cuốn Truyện kể dân gian Na Uy (còn gọi là Asbjørnsen và Moe) do hai nhà văn lỗi lạc Peter Christen Asbjørnsen và Jørgen Moe sưu tầm.

### Một số câu chuyện phổ biến
| - Chuyện hai anh em trong khu rừng Hedal - Ông bố thứ bảy trong nhà - Cha xứ và người kéo chuông - Ngươi là kẻ nói khoác - Chàng Tom thông minh - Người thợ đốt than - Ba nàng công chúa trên núi - Con chim vàng - Cô dâu của lão điền chủ - Freddie Còi và cây vĩ cầm - Lâu đài Soria Moria - Nàng công chúa lắm điều - Askelad ăn thi với Troll - Người bạn đồng hành - Cậu bé Tròn Bơ - Chuyện cừu và lợn xây nhà - Vì sao chót đuôi cáo lại trắng ? - Vì sao nước biển mặn ? | - Chuyện bà già trôi ngược dòng nước - Thỏ cưới vợ - Chuột nhà và chuột đồng - Gấu và cáo đánh cược - Ông chủ Per - Chiếc chìa khóa trong búp sợi - Chàng trai và thùng bia - Gà trống và cáo - Cô gái thông minh - Lâu đài bằng vàng trên trời - Ông vua Gấu Trắng Valemon - Xin chào ! Cán rìu ! - Mèo Tabby tham ăn - Quỷ sứ và thầy cai - Askelad và những người bạn cừ khôi - Chuyện Gudbrand Triền Đồi - Mười hai con thiên nga |

### Nhân vật
- Troll
- Askelad
- Tròn Bơ